# Protoribates punctatus
Protoribates punctatus är en kvalsterart som först beskrevs av Grobler 1991.  Protoribates punctatus ingår i släktet Protoribates och familjen Protoribatidae. Inga underarter finns listade i Catalogue of Life.